# Horst Rellecke
Horst Rellecke (* 1951 in Duisburg) ist ein Künstler, der die Kunstszene in Westfalen erheblich mitprägte. Sein wohl bekanntestes Werk ist das neue Wahrzeichen der Stadt Hamm, der Glaselefant, den er 1984 aus der alten Kohlenwäsche der stillgelegten Zeche Maximilian schuf. Horst Rellecke lebt und arbeitet am Möhnesee.

## Leben

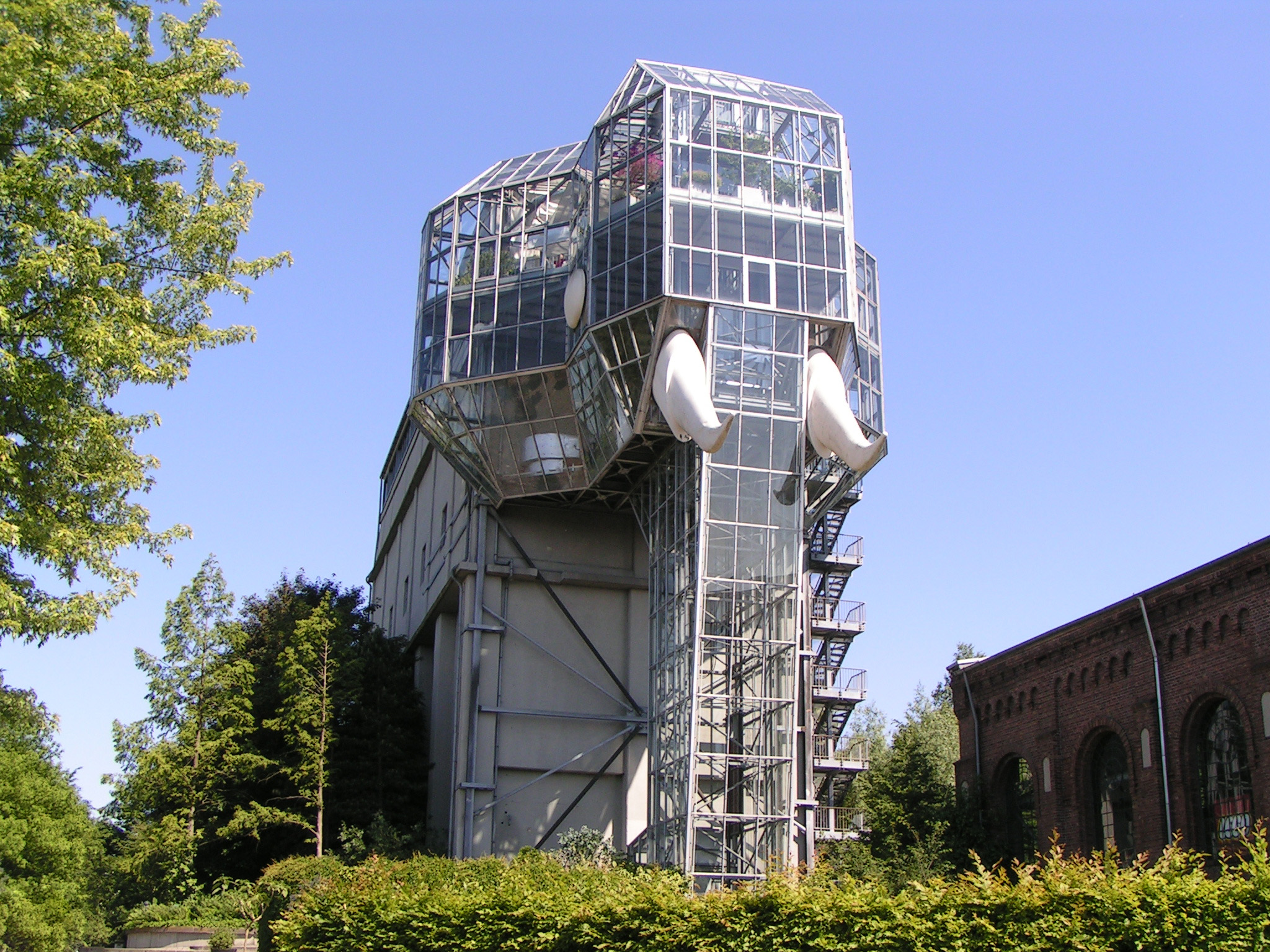
Glaselefant (Wahrzeichen der Stadt Hamm)

1970 absolvierte Rellecke sein Abitur in Hamm und begann zwei Jahre später ein Architektur-Studium an der Universität Stuttgart. Dies war gleichzeitig der Beginn seiner Malerei. Er entwickelte eine besondere Öl-Kreide-Mischtechnik. 1973 folgten erste Plastiken aus Metall und Glas. Seine Diplomarbeit als Studienabschluss fertigte er bei Hans Kammerer. 1978 erhielt er eine Assistentenstelle am Institut für Zeichnen und Modellieren der Universität Stuttgart. Nach einem Arbeitsaufenthalt 1979 in Ägypten nutzte er ein Stipendium des Deutschen Akademischen Austauschdienstes zum Studium an der University of California, Los Angeles bei Charles Moore. Nach einem Arbeitsaufenthalt in Nordamerika promovierte er 1982 mit der Dissertation Beziehungen zwischen Pop und Architektur zum Doktor-Ingenieur (Dr.-Ing.). 1988 folgte ein mehrmonatiger Studienaufenthalt in Italien.

## Werk
(in Auswahl)
- 1981–1984: „Glaselefant“ für die erste Landesgartenschau in Nordrhein-Westfalen in Hamm
- 1986: mehrere kinetische Großplastiken
- 1987: Gestaltungskonzept für den Innenraum des Glaselefanten
- 1991: Brunnenplastiken „Streithähne“ für die Bundesgartenschau Dortmund 1991
- 1994: Laser-Schau „Von Altamira bis zum Mars“
- 1997: Fertigstellung des letzten Objekts für den Glaselefanten
  - Lasershow „Zehnkampf“ im Maximilianpark
  - erste Glasfenster
- 1998: Umbau der ehemaligen Kohlenmischanlage der Zeche Osterfeld zum GartenDOM Oberhausen (41 m Höhe, 5600 m² Grundfläche) für die Landesgartenschau Oberhausen
- 1999: Plastik „Regen bei Sonnenschein – Stahlwolke“ im Möhnesee (Regionale Kulturförderung NRW)
- 1999: Lasershow „HAMMillennium“ in der Innenstadt von Hamm
- 2000: Projekt „Nachtlichtinszenierung von Windrädern auf dem Haarstrang“ am Möhnesee (Regionale Kulturförderung NRW)
- 2001: Retrospektive im Gustav-Lübcke-Museum in Hamm (50 Jahre Rellecke)
- 2002: Lichtinstallation „Nachtlichtinszenierung“ an der Windkraftanlage an der BAB 2 in Bergkamen
- 2003: Lichtinstallation „Regenbogenbrücke“ Hamm
- 2004: Jubiläumsausstellung „20 Jahre Glaselefant“ im Maximilianpark Hamm
- 2006: Solar-Lichtobjekt „Der Blick in die Zukunft“ in Bergkamen

## Preise und Auszeichnungen
- 1975: Stipendium der Aldegrever Gesellschaft, erste Radierungen
- 1989: 1. Preis im Wettbewerb Finanzamt Zeven mit der Skulptur „Der Zehnt“
- 1992: 1. Preis im Wettbewerb zur Bundesgartenschau Gelsenkirchen, mit Wedig Pridik
- 1993: 1. Preis im Wettbewerb zur Landesgartenschau Oberhausen 1999, mit Lazlo Czinki
- 2005: Preisträger im Wettbewerb „Hamm Visionär“ mit der Skulptur „Lippespringer“